# Nong Prue
Nong Prue (in thailandese: หนองปรือ) è una città minore (thesaban mueang) della Thailandia di 87 054 abitanti (2020). È situata nel gruppo regionale della Thailandia Centrale e il suo territorio è compreso nel distretto di Bang Lamung, in provincia di Chonburi. Fa parte dell'hinterland di Pattaya, con la quale confina; si è molto sviluppata con l'espansione di Pattaya e a tutto il 2020 era la più popolosa tra le città minori della Thailandia e la 14ª città più popolosa nel Paese.

## Geografia

### Territorio
La città è nell'entroterra a est di Pattaya, famoso centro balneare e turistico che si affaccia sulla costa orientale della baia di Bangkok. Tra i centri delle due città vi sono 7 km. Nong Prue si trova in una zona pianeggiante 135 km a sud-est del centro di Bangkok. Il territorio comunale è attraversato da sei corsi d'acqua minori, vi sono inoltre due laghetti naturali con la funzione di riserve d'acqua. Buona parte del territorio comunale si trova in zone rurali dedicate all'agricoltura.

### Clima
Secondo i dati raccolti dalla stazione meteorologica della vicina Pattaya, la più alta media mensile delle temperature massime è di 32,9° ad aprile, durante la stagione secca, con un picco di 37,3° registrato a marzo, mentre la più bassa media mensile delle minime è di 22,5° a novembre, nella stagione fresca, con un picco di 14,6° a novembre e dicembre. La media massima mensile delle precipitazioni piovose è di 216,1 mm in ottobre, nella stagione delle piogge, con un picco giornaliero di 189,4 mm in giugno. La media minima mensile è di 8,3 mm in dicembre. La stagione fresca va da novembre a febbraio, quella secca da febbraio ad aprile e quella delle piogge da maggio a ottobre.

## Storia
Sviluppatosi all'interno del sottodistretto di Nong Prue, il villaggio divenne città di sottodistretto (thesaban tambon) nel 1978, a seguito di una riorganizzazione del territorio di Pattaya. Con l'aumento della popolazione, nel 2006 Nong Prue ottenne lo status di città minore (thesaban mueang).

## Monumenti e luoghi d'interesse
I più importanti templi cittadini sono il Wat Sutthawat, Luang Pho To e il Wat Nong Prue, Luang Pho Chang. Attorno ai laghetti che fanno da riserve d'acqua si trovano i due parchi cittadini di Chok Nok e Chaloem Phrakiat. Il Museo di arte buddhista di Nong Prue ha la più ampia collezione in Thailandia di statue e immagini buddhiste.

## Infrastrutture e trasporti
Nelle immediate vicinanze del confine con Pattaya passa la linea orientale della Ferrovia di Stato della Thailandia, e vi sono due stazioni nei pressi del centro cittadino. Vicino e parallela alla ferrovia si trova la Statale 3 Sukhumvit, principale arteria stradale tra Bangkok e la Thailandia dell'Est. La zona orientale della città è attraversata dalla superstrada 7, che collega la capitale al polo industriale di Map Ta Phut.